# Julius Wilhelmi
Julius Franz Wilhelmi (* 18. Juni 1880 in Marburg; † 3. Februar 1937 in Berlin-Dahlem) war ein deutscher Zoologe.

## Leben
Während seines Studiums wurde Wilhelmi 1899 Mitglied der Marburger Burschenschaft Germania.
Von 1927 bis 1937 war er Honorarprofessor für Biologische Hygiene (Wohnungs-, Trink-, Nutz- und Abwasserhygiene) im Lehrgebiet Städtischer Tiefbau und Städtebau der Technischen Hochschule zu Berlin.
Gleichzeitig war er Abteilungsdirektor und Professor an der Preußischen Landesanstalt für Wasser-, Boden- und Lufthygiene und Herausgeber der Zeitschrift für Desinfektions- und Gesundheitswesen.
Er schrieb zahlreiche Bücher, u. a. über die Stubenfliege und die Stechfliege und deren Bekämpfung.